# Vivent les nouveaux mariés !
Pour plus de détails, voir Fiche technique et Distribution.
Vivent les nouveaux mariés ! (¡Vivan los novios!) est un film espagnol réalisé par Luis García Berlanga, sorti en 1970.

## Synopsis
Leo voyage part avec sa mère dans une ville méditerranéenne dans l'optique d'épouser sa fiancée Loli. Mais la légèreté des femmes du nord l'amène à reconsidérer ses plans.

## Fiche technique
- Titre : Vivent les nouveaux mariés !
- Titre original : ¡Vivan los novios!
- Réalisation : Luis García Berlanga
- Scénario : Rafael Azcona et Luis García Berlanga
- Musique : Antonio Pérez Olea
- Photographie : Aurelio G. Larraya
- Montage : José Luis Matesanz
- Production : Cesáreo González
- Société de production : Cesáreo González Producciones Cinematográficas
- Pays :  Espagne
- Genre : Comédie dramatique
- Durée : 83 minutes
- Dates de sortie : 
  -  France : 1970 (Festival de Cannes)

## Distribution
- José Luis López Vázquez : Leonardo Pozas
- Laly Soldevila : Loli
- José María Prada : Pepito
- Manuel Alexandre : Carlos
- Xavier Vivé : Pedro Calonge
- Teresa Gisbert : Mme. Trinidad
- Jane Fellner : la peintre irlandaise
- Gela Geisler : l'allemande blonde
- Romy : Nadia
- Luis Ciges : Cura
- Víctor Israel : Vicente
- Juan Torres : Manolo
- Francisco Jarque : M. Fuentes
- Amalia Martinez Del Campo
- Miquel Bordoy

## Distinctions
Le film a été présenté en sélection officielle en compétition au Festival de Cannes 1970.